# Mohammed al-Húdzsalí
Mohammed Babkr al-Húdzsalí (arabul: محمد الخوجلي; Rijád, 1973. január 15. –) szaúd-arábiai válogatott labdarúgókapus.

## Pályafutása

### Klubcsapatban
1998 és 2009 között az En-Naszr csapatában játszott. 2008-ban kölcsönben a Szdúsz FC csapatában szerepelt. 2010 és 2014 között az Er-Ráíd játékosa volt. 2014 és 2015 között az El-Fajhá kapuját védte.

### A válogatottban
2001 és 2004 között 13 alkalommal játszott a szaúd-arábiai válogatottban. Részt vett 2000-es Ázsia-kupán és a 2002-es világbajnokságon.

## Sikerei, díjai
Szaúd-Arábia
- Ázsia-kupa döntős (1): 2000